# مارك يين توان
مارك يين توان (Mark Yi En Tuan ( 마크이엔투안 مغني أمريكي تايواني. وُلد في 4 سبتمبر عام 1993. يُعد العضو الأكبر بفرقة جوت سفن Got7 يستطيع التحدث بعدة لغات، وهي الإنجليزية والكورية والصينية واليابانية والكانتونية.

## وصلات خارجية
- مارك يين توان على موقع ميوزك برينز (الإنجليزية)
- مارك يين توان على موقع ديسكوغز (الإنجليزية)